# Mediatonic
Mediatonic Limited — британський розробник відеоігор з Лондону. Компанія була заснована у вересні 2005 року студентами Брунельського університету Дейвом Бейлі та Полом Крофтом, свою першу гру Snowman Salvage у грудні того ж року. Спочатку Mediatonic створювала браузерні ігри на замовлення, а потім і оригінальні ігри для інших платформ, зокрема Murder by Numbers і Fall Guys: Ultimate Knockout . Станом на червень 2020 року в Mediatonic працює 230 людей у чотирьох студіях в різних містах і вона є частиною Tonic Games Group, яка є дочірньою компанією Epic Games з березня 2021 року.

## Історія
Mediatonic була заснована у вересні 2005 року друзями Дейвом Бейлі та Полом Крофтом, яким на той момент було 21 рік, під час останнього року навчання в Університеті Брунеля. На відкриття вони наважилися під час п’яної розмови в студентському барі університету. Маючи офіс неподалік від кампусу, вони створили компанію-студію, яка створювала Flash-ігри на замовлення. Гра Snowman Salvage, яка була частиною дисертації Крофта, стала першою грою яку випустили Mediatonic у грудні 2005 року.
PopCap Games, Big Fish Games і PlayFirst були ранніми клієнтами Mediatonic. Вони створили Flash-версії ігор Bejeweled, Bookworm, Diner Dash і Poppit! та оригінальну гру Amateur Surgeon для Adult Swim Games. У перший рік Mediatonic була достатньо прибутковою, і після закінчення навчання в лютому 2006 року, Бейлі та Крофт перенесли студію до колишньої урядової будівлі у Вестмінстері і найняла десять співробітників.. Коли кількість співробітників стала більше 25 у лютому 2008 року, Mediatonic переїхала до нового офісу поблизу Ковент-Гарден.
У липні 2009 року Mediatonic відкрила студію в Брайтоні, щоб почати працювати як цифрове медіа-агентство, яке пізніше відділилося в компанію під назвою Graphite.. Mediatonic отримали фінансування від підприємців Келлі Самнер, Яна Лівінгстона та Джеффа Хіта у квітні 2010 року та від Frog Capital у січні 2012 року. Піт Хікман, колишній виконавчий продюсер Eidos Interactive, приєднався до Mediatonic як керівник виробництва у липні 2011 року. Плануючи подвоїти кількість своїх 50 співробітників, Mediatonic у травні 2012 року перемістила свою лондонську штаб-квартиру в Сохо. У жовтні цього року Mediatonic також відкрила студію розробки в Брайтоні. За словами Дейва Бейлі, Mediatonic почала надавати оригінальним іграм і проектам на замовлення, однакову важливість, в результаті чого компанія зросла. Пізніше вона почала займатися видавництвом, відкривши дочірню компанію The Irregular Corporation в грудні 2015 року.
У квітні 2017 року Mediatonic переїхали в Shell Mex House, що в Лондоні.. У липні 2017 року в коворкінг-центрі в Мадриді сформувалася команда з п’яти осіб, а в липні 2019 року вона перетворилася на офіс компанії. Додаткова студія Fortitude Games була заснована в Гілдфорді в 2018 році. Frog Capital продали свою частку в Mediatonic компанії Synova Capital, отримавши прибуток від інвестицій у 7,4 рази. У лютому 2020 року було анонсовано четверту студію для Mediatonic в Leamington Spa. Також на початку 2020 року Mediatonic відкрила свою штаб-квартиру в офісі над лондонським вокзалом Вікторія, хоча вона майже не використовувався через пандемію COVID-19, через яку компанія змушувала співробітників працювати з дому. В 2020 році Бейлі і Крофт заснували материнську компанію для Mediatonic, The Irregular Corporation і Fortitude Games — Tonic Games Group, перевівши 35 співробітників до Tonic Games Group, тоді як в Mediatonic було 230 співробітників. 2 березня 2021 року компанія Epic Games оголосила, що вона придбала Tonic Games Group, включаючи Mediatonic.

## Розроблені ігри
| Рік  | Назва                                              | Видавець                                | Платформи                                                |
| ---- | -------------------------------------------------- | --------------------------------------- | -------------------------------------------------------- |
| 2005 | Snowman Salvage                                    | Shockwave                               | Браузер                                                  |
| 2005 | Beetle Bomp                                        | iWin                                    | Браузер                                                  |
| 2006 | Air Control                                        | Lufthansa                               | Браузер                                                  |
| 2007 | Lego Pirates: Quest for Brickbeard's Bounty        | The Lego Group                          | Браузер                                                  |
| 2007 | Operation Challenge                                | Pogo.com                                | Браузер                                                  |
| 2007 | Mystery Case Files: Millionheir                    | Nintendo                                | Браузер                                                  |
| 2007 | PlaySega Blackjack                                 | Sega                                    | Браузер                                                  |
| 2007 | Mah Jong Amazon Adventure                          | Sega                                    | Браузер                                                  |
| 2007 | Brain Assist!                                      | Sega                                    | Браузер                                                  |
| 2007 | Letter Linker                                      | Sega                                    | Браузер                                                  |
| 2007 | Addiction Solitaire                                | Shockwave                               | Браузер                                                  |
| 2007 | Tequila Trouble                                    | William Grant & Sons                    | Браузер                                                  |
| 2007 | Mole Hunt                                          | Pogo.com                                | Браузер                                                  |
| 2007 | Homerun Hero                                       | Shockwave                               | Браузер                                                  |
| 2007 | Horizon                                            | AstraZeneca                             | Браузер                                                  |
| 2007 | SiteAdvisor Challenge                              | McAfee                                  | Браузер                                                  |
| 2007 | Diamond Detective                                  | Gamehouse                               | Браузер                                                  |
| 2007 | Battleships!                                       | Sega                                    | Браузер                                                  |
| 2007 | Meat Match                                         | Boonty                                  | Браузер                                                  |
| 2007 | Bubble Bubble                                      | Sega                                    | Браузер                                                  |
| 2007 | Super Collapse!                                    | Gamehouse                               | Браузер                                                  |
| 2007 | Little Shop of Treasures                           | Gamehouse                               | Браузер                                                  |
| 2008 | Turbo Solitaire                                    | Sega                                    | Браузер                                                  |
| 2008 | Text Twist                                         | Sega                                    | Браузер                                                  |
| 2008 | Sudoku                                             | Sega                                    | Браузер                                                  |
| 2008 | Greedy Gang                                        | Mediatonic                              | Браузер                                                  |
| 2008 | Portal Peril                                       | Nickelodeon                             | Браузер                                                  |
| 2008 | Penguin Panic                                      | Mediatonic                              | Браузер                                                  |
| 2008 | Word Whomp Mini                                    | Pogo.com                                | Браузер                                                  |
| 2008 | Poppit! Mini Stressbuster                          | Pogo.com                                | Браузер                                                  |
| 2008 | Poppit! Stressbuster                               | Pogo.com                                | Браузер                                                  |
| 2008 | Bookworm                                           | PopCap Games                            | Браузер                                                  |
| 2008 | Bejeweled 2                                        | PopCap Games                            | Браузер                                                  |
| 2008 | Diner Dash                                         | PlayFirst                               | Браузер                                                  |
| 2008 | Bejeweled 2                                        | PopCap Games                            | Браузер                                                  |
| 2008 | Inca Quest                                         | iWin                                    | Браузер                                                  |
| 2008 | Talismania                                         | PopCap Games                            | Браузер                                                  |
| 2008 | Manor Mystery                                      | Boonty                                  | Браузер                                                  |
| 2008 | Gigolo Assassin                                    | Adult Swim                              | Браузер                                                  |
| 2008 | Aquatic Word Burst                                 | Sega                                    | Браузер                                                  |
| 2008 | Ice Shuffle                                        | Sega                                    | Браузер                                                  |
| 2008 | Greek Island Solitaire                             | Sega                                    | Браузер                                                  |
| 2008 | Beijing 2008, High Dive                            | Sega                                    | Браузер                                                  |
| 2008 | Beijing 2008, Archery                              | Sega                                    | Браузер                                                  |
| 2008 | Beijing 2008, Weightlifting                        | Sega                                    | Браузер                                                  |
| 2008 | Hidden Expedition Titanic                          | Big Fish Games                          | Браузер                                                  |
| 2008 | Bureaucracy Buster                                 | AstraZeneca                             | Браузер                                                  |
| 2008 | Amateur Surgeon                                    | Adult Swim                              | Браузер, iOS                                             |
| 2008 | Trivial Pursuit Quiz                               | Electronic Arts                         | Браузер                                                  |
| 2008 | Crestor Challenge                                  | Astrazeneca                             | Браузер                                                  |
| 2008 | Travelogue 360 Rome                                | Big Fish Games                          | Браузер                                                  |
| 2008 | Azada                                              | Big Fish Games                          | Браузер                                                  |
| 2008 | Sonic at the Olympic Games                         | Sega                                    | Браузер                                                  |
| 2008 | Music, Melodies and Rockstars                      | Sega                                    | Браузер                                                  |
| 2008 | The Quiz of Culinary Delights                      | Sega                                    | Браузер                                                  |
| 2008 | Back to the 80s Quiz                               | Sega                                    | Браузер                                                  |
| 2008 | Hollywood Adventure Quiz                           | Sega                                    | Браузер                                                  |
| 2008 | Three Reel Slots                                   | Sega                                    | Браузер                                                  |
| 2008 | Columns                                            | Sega                                    | Браузер                                                  |
| 2008 | Sega Pool                                          | Sega                                    | Браузер                                                  |
| 2009 | Commanders                                         | Sierra Entertainment                    | Браузер                                                  |
| 2009 | Diego's Underwater Adventures                      | Nickelodeon                             | Браузер                                                  |
| 2009 | Dr. Kawashima's Brain Training 2                   | Namco Bandai Games                      | Деякі телефони                                           |
| 2009 | Dr. Kawashima's Brain Exercise, Line Up            | Namco Bandai Games                      | Браузер                                                  |
| 2009 | Dr. Kawashima's Brain Exercise, Reverse Dice       | Namco Bandai Games                      | Браузер                                                  |
| 2009 | Dr. Kawashima's Brain Exercise, Follow the Pencil  | Namco Bandai Games                      | Браузер                                                  |
| 2009 | Dr. Kawashima's Brain Exercise, Predominant Number | Namco Bandai Games                      | Браузер                                                  |
| 2009 | Hidden Expedition Titanic                          | Big Fish Games                          | Браузер                                                  |
| 2009 | Hidden Expedition Titanic MSN Search Special       | Big Fish Games                          | Браузер                                                  |
| 2009 | Hidden Expedition Everest MSN Search Special       | Big Fish Games                          | Браузер                                                  |
| 2009 | Hidden Expedition Everest                          | Big Fish Games                          | Браузер                                                  |
| 2009 | Travelogue 360 London                              | Big Fish Games                          | Браузер                                                  |
| 2009 | Travelogue 360 Paris                               | Big Fish Games                          | Браузер                                                  |
| 2009 | Amateur Surgeon Christmas                          | Adult Swim                              | Браузер, iOS                                             |
| 2009 | Fast & Furious                                     | Sierra Entertainment                    | Facebook, Myspace                                        |
| 2009 | SpongeBob SquarePants: Hooked on You               | Nickelodeon                             | Браузер                                                  |
| 2009 | Sonic Level Creator                                | Sega                                    | Браузер                                                  |
| 2009 | Steamweavers                                       | Mediatonic                              | Myspace                                                  |
| 2009 | Toy Story: Woody's Great Escape                    | Pixar                                   | Браузер                                                  |
| 2009 | Suite Life on Deck: Smoothie Service               | Disney                                  | Браузер                                                  |
| 2009 | Kid Vs. Kat: Katapult Katastrophe                  | Disney                                  | Браузер                                                  |
| 2009 | Biker Blast-Off!                                   | The Gadget Show                         | iOS                                                      |
| 2009 | Meowcenaries                                       | Adult Swim                              | Браузер, iOS                                             |
| 2009 | Extreme Lawn Bowls                                 | Mediatonic                              | Браузер                                                  |
| 2009 | Must.Eat.Birds                                     | Mediatonic                              | iOS, Android                                             |
| 2010 | Amateur Surgeon 2                                  | Adult Swim                              | Браузер, iOS, Android                                    |
| 2010 | Vancouver 2010, Slalom                             | Sega                                    | Браузер                                                  |
| 2010 | Vancouver 2010, Ski Jump                           | Sega                                    | Браузер                                                  |
| 2010 | Vancouver 2010, Speed Skating                      | Sega                                    | Браузер                                                  |
| 2010 | Vancouver 2010, Snowboarding                       | Sega                                    | Браузер                                                  |
| 2010 | Moshling Boshling                                  | Mind Candy                              | Браузер                                                  |
| 2010 | Boom Bandits                                       | Spil Games                              | Браузер                                                  |
| 2010 | Who's That Flying!?                                | Mediatonic                              | iOS, Windows, PlayStation Portable                       |
| 2010 | Monsters (Probably) Stole My Princess              | Mediatonic                              | PlayStation Portable, PlayStation 3, Xbox 360            |
| 2010 | Pirate King                                        | Mediatonic                              | Facebook                                                 |
| 2010 | Ocean Snapper                                      | Mediatonic                              | Myspace, Facebook                                        |
| 2010 | Back to the Future: Blitz Through Time             | Telltale Games                          | Facebook, браузер                                        |
| 2011 | 1000 Tiny Claws                                    | Mediatonic                              | PlayStation Portable, PlayStation 3                      |
| 2011 | Amateur Ninja                                      | Adult Swim                              | Браузер                                                  |
| 2011 | Thundercats: Tree of the Ancients                  | Warner Bros.                            | Браузер                                                  |
| 2012 | Robot Unicorn Attack: Evolution                    | Adult Swim                              | Facebook                                                 |
| 2012 | Amateur Surgeon Hospital                           | Adult Swim                              | Facebook                                                 |
| 2012 | Superbia                                           | Disney                                  | Браузер                                                  |
| 2013 | Moshi Monsters: Lost Islands                       | GREE                                    | iOS                                                      |
| 2013 | Qwirkle                                            | Square Enix                             | iOS, Android, Facebook                                   |
| 2013 | Foul Play                                          | Devolver Digital                        | Xbox Live Arcade, Steam, PlayStation 4, PlayStation Vita |
| 2013 | Amateur Surgeon 3: Tag Team Trauma                 | Adult Swim                              | iOS, Android                                             |
| 2014 | Delivery Outlaw                                    | Adult Swim                              | iOS                                                      |
| 2014 | Secrets and Treasure                               | Microsoft Studios                       | Windows 8                                                |
| 2014 | Hatoful Boyfriend                                  | Devolver Digital                        | Windows, OS X, Linux, PlayStation 4, PlayStation Vita    |
| 2014 | Heavenstrike Rivals                                | Square Enix                             | Android, iOS, Microsoft Windows                          |
| 2016 | Bounty Stars                                       | DeNA West                               | Android, iOS                                             |
| 2016 | Fantastic Beasts: Cases from the Wizarding World   | WB Games                                | Android, iOS                                             |
| 2017 | New Yahtzee with Buddies                           | Scopely                                 | Android, iOS                                             |
| 2018 | Fable Fortune                                      | Microsoft Studios                       | Microsoft Windows, Xbox One                              |
| 2019 | Gears Pop!                                         | Xbox Game Studios                       | Android, iOS                                             |
| 2020 | Murder by Numbers                                  | The Irregular Corporation               | Nintendo Switch, Microsoft Windows                       |
| 2020 | Fall Guys: Ultimate Knockout                       | Devolver Digital, Epic Games Publishing | PlayStation 4, Steam Планується: Nintendo Switch, Xbox   |